# Brauerei Forst

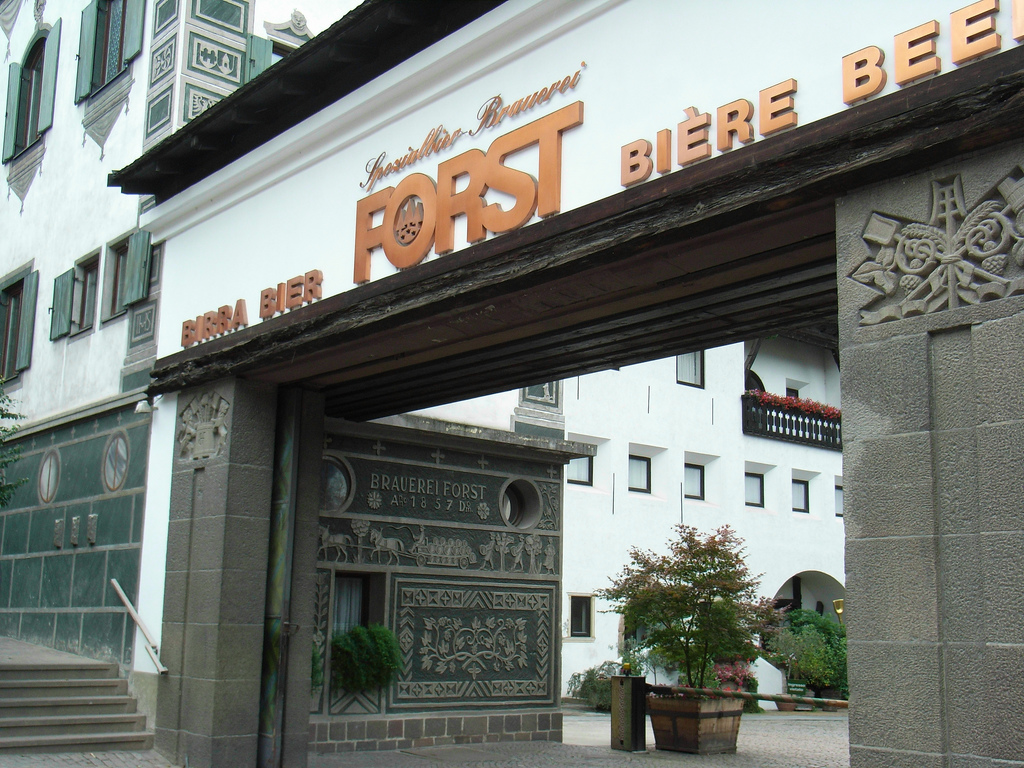
Die Spezialbierbrauerei Forst in Algund

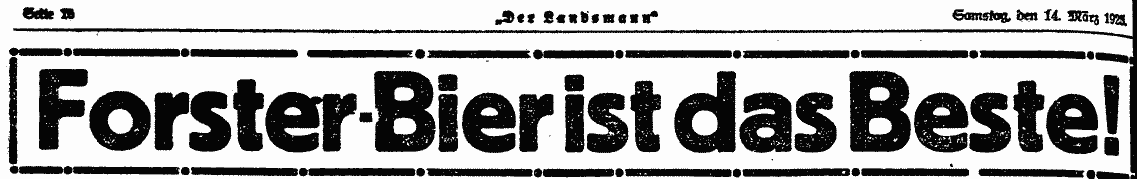
Forsterbräu-Bierwerbung von 1925

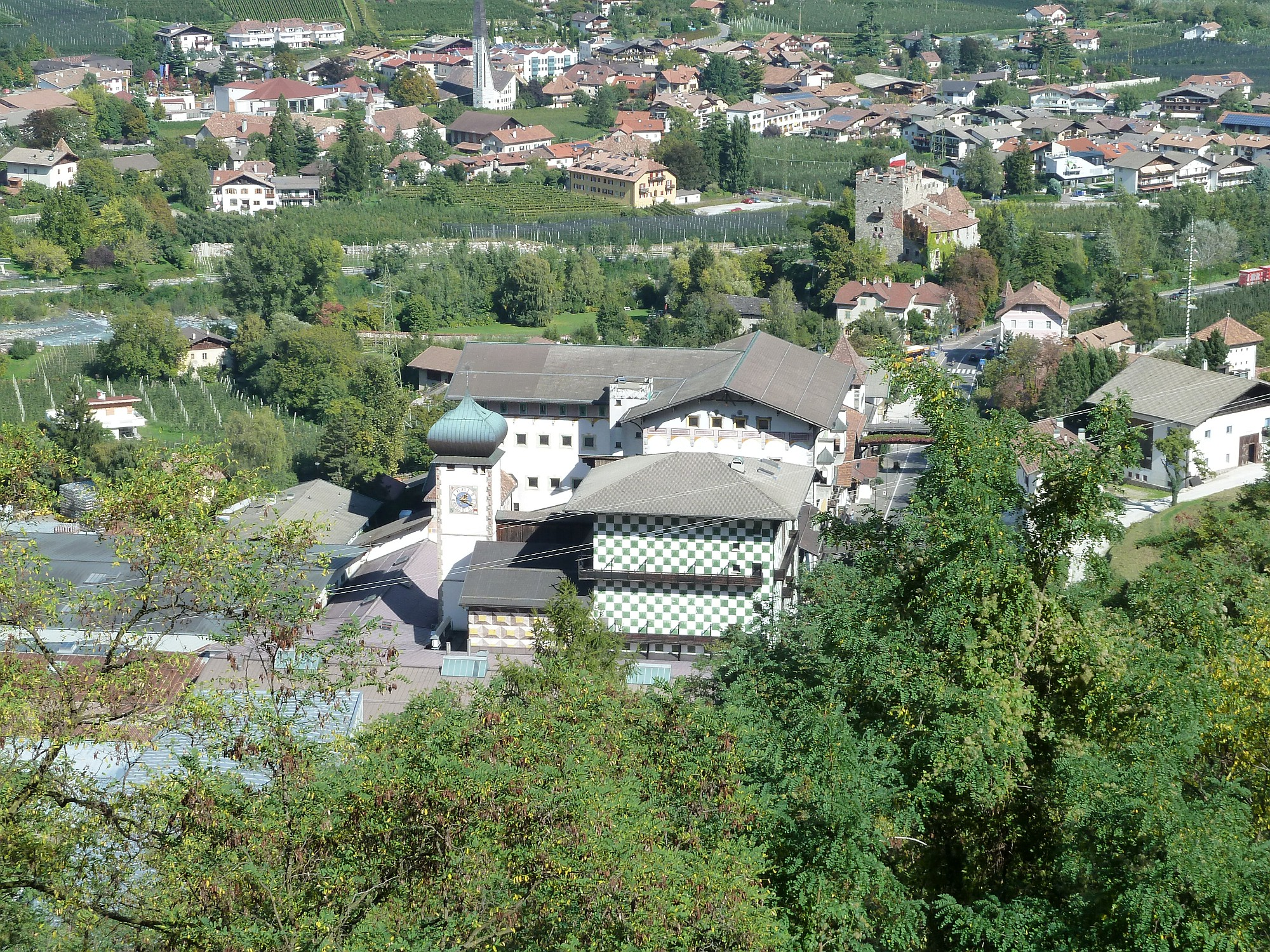
Blick vom Marlinger Waalweg auf die Brauerei

Die Brauerei Forst AG (mit vollem Namen Spezialbier-Brauerei Forst, früher auch Forsterbräu; italienisch Birra Forst S.p.A.) ist die größte Bierbrauerei Südtirols und die größte familiengeführte Brauerei Italiens. Sie befindet sich in der Algunder Fraktion Forst in der Nähe von Meran. Um die Belieferung bis nach Sizilien zu ermöglichen, wird zusätzlich eine Abfüllanlage in Palermo betrieben. Mit 700.000 hl Jahresproduktion liegt die Produktion auf dem regionalen Spitzenplatz.
Zum Unternehmen gehört auch der Mineralwasservertrieb „Meraner Mineralwasser“ und seit den 1990er Jahren auch die Brauerei Menabrea in Biella. Forst-Braugaststätten werden in Trient und Triest sowie in Bologna, Brescia, Mailand, Padova, Ronchi dei Legionari, Verona und Vicenza geführt.

## Geschichte
Die Brauerei Forst wurde 1857 von dem damaligen Meraner Stadtschreiber Franz Tappeiner und dem Bauern Johann Wallnöfer begründet. Im Jahr 1863 wurde das Unternehmen von Josef Fuchs übernommen, der den Ausbau der Brauerei am heutigen Standort vorantrieb. Nach über 160 Jahren befindet sich das Unternehmen noch am selben Standort, welcher bereits zur damaligen Zeit hervorragende Eigenschaften besaß: damals wie heute hervorragendes Quellwasser aus den Bergquellen, ideale Bedingungen für die natürlicher Eislagerung im Winter, welche im Sommer zur Kühlung in den Felsenkellern verwendet wurde und ein gutes Straßennetz. Die Familie Fuchs von Mannstein führt das Unternehmen in der fünften Generation.

## Sponsoring
Die Brauerei Forst AG unterstützt als Sponsor verschiedene Vereine, Veranstaltungen und initiativen , davon:
- Federazione Italiana Sport Invernali, Italiens Wintersportverband
- den FC Südtirol, Südtirols einzigen Profi-Fußballverein
- Hockey Club Pustertal Wölfe
- das Volleyballteam Trentino Volley
- Aquila Basket Trento
- mehrere Südtiroler Eishockeymannschaften
- verschiedene lokale und nationale Veranstaltungen, darunter die Adunata Nazionale degli Alpini

Seit 1952 ist die Brauerei Partner der Messe Bozen.

## Produkte

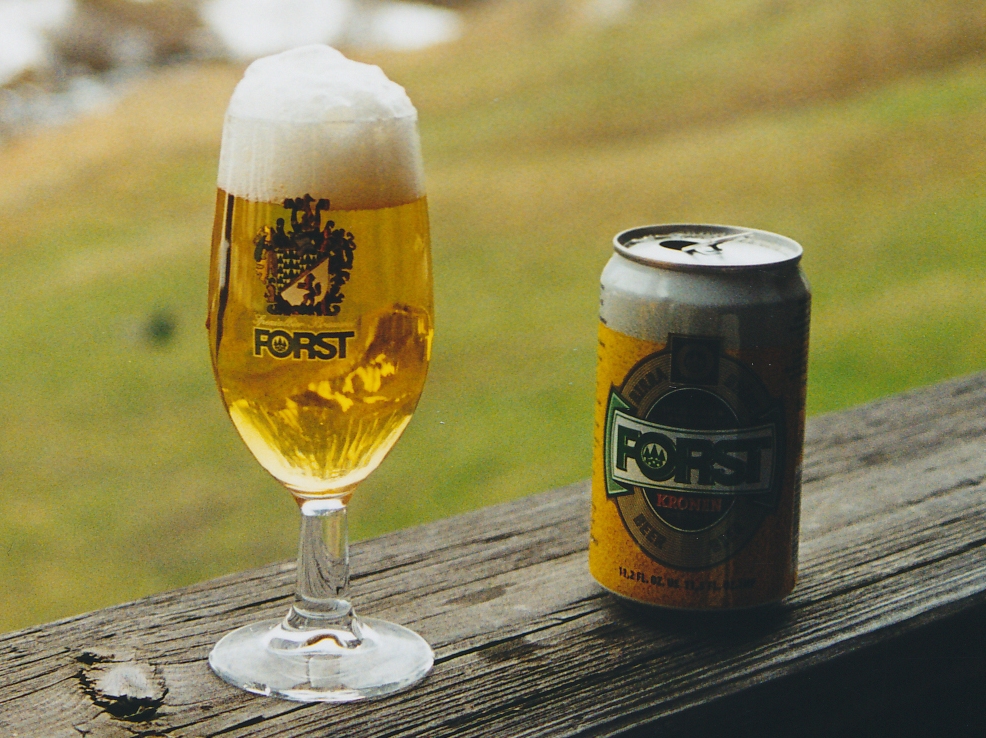
Forst Kronen im Originalglas

Das Forst-Bier wird nicht nach dem deutschen Reinheitsgebot gebraut, da Brauereien in Italien dem italienischen Lebensmittelgesetz unterliegen. Dieses erlaubt neben Gerstenmalz auch die Verwendung anderer Getreidesorten. So wird im Forst-Bier auch Maisgritz verarbeitet.
Die Brauerei Forst stellt folgende Biersorten her:
- Forst 0,0%
- Forst Premium
- Forst 1857
- Forst V.I.P. Pils
- Forst Kronen
- Forst Sixtus
- Forst Heller Bock
- Forst Felsenkeller Bier